# Фрідом (Оклахома)
Фрідом (англ. Freedom) — місто (англ. city) в США, в окрузі Вудс штату Оклахома. Населення — 174 особи (2020).

## Географія
Фрідом розташований за координатами 36°46′5″ пн. ш. 99°6′47″ зх. д. / 36.76806° пн. ш. 99.11306° зх. д. (36.768104, -99.113079).  За даними Бюро перепису населення США в 2010 році місто мало площу 0,89 км², уся площа — суходіл.

### Клімат
| Клімат : Фрідом       | Клімат : Фрідом | Клімат : Фрідом | Клімат : Фрідом | Клімат : Фрідом | Клімат : Фрідом | Клімат : Фрідом | Клімат : Фрідом | Клімат : Фрідом | Клімат : Фрідом | Клімат : Фрідом | Клімат : Фрідом | Клімат : Фрідом | Клімат : Фрідом |
| Показник              | Січ.            | Лют.            | Бер.            | Квіт.           | Трав.           | Черв.           | Лип.            | Серп.           | Вер.            | Жовт.           | Лист.           | Груд.           | Рік             |
| Середній максимум, °C | 8,9             | 12,2            | 17,5            | 23,6            | 27,9            | 32,8            | 36,0            | 34,9            | 30,2            | 24,5            | 16,1            | 9,9             | 22,9            |
| Середній мінімум, °C  | −6,8            | −4,1            | 1,1             | 7,3             | 12,8            | 17,8            | 20,6            | 19,6            | 15,0            | 7,6             | 0,6             | −5,2            | 7,2             |
| Норма опадів, мм      | 13              | 23              | 48              | 56              | 89              | 79              | 61              | 76              | 66              | 48              | 36              | 20              | 615             |
| --------------------- | --------------- | --------------- | --------------- | --------------- | --------------- | --------------- | --------------- | --------------- | --------------- | --------------- | --------------- | --------------- | --------------- |
| Джерело: weather.com  |                 |                 |                 |                 |                 |                 |                 |                 |                 |                 |                 |                 |                 |

## Демографія
Згідно з переписом 2010 року, у місті мешкало 289 осіб у 117 домогосподарствах у складі 81 родини. Густота населення становила 324 особи/км².  Було 141 помешкання (158/км²).
Расовий склад населення:
| - 84,4 % — білих - 2,4 % — корінних американців - 2,1 % — чорних або афроамериканців - 6,6 % — осіб інших рас |

До двох чи більше рас належало 4,5 %. Частка іспаномовних становила 10,0 % від усіх жителів.
За віковим діапазоном населення розподілялося таким чином: 26,6 % — особи молодші 18 років, 61,6 % — особи у віці 18—64 років, 11,8 % — особи у віці 65 років та старші. Медіана віку мешканця становила 42,7 року. На 100 осіб жіночої статі у місті припадало 86,5 чоловіків;  на 100 жінок у віці від 18 років та старших — 91,0 чоловіків також старших 18 років.
Середній дохід на одне домашнє господарство  становив 64 496 доларів США (медіана — 66 250), а середній дохід на одну сім'ю — 73 222 долари (медіана — 76 591). Медіана доходів становила 42 083 долари для чоловіків та 26 875 доларів для жінок. За межею бідності перебувало 8,6 % осіб, у тому числі 5,0 % дітей у віці до 18 років та 3,3 % осіб у віці 65 років та старших.
Цивільне працевлаштоване населення становило 150 осіб. Основні галузі зайнятості: освіта, охорона здоров'я та соціальна допомога — 24,0 %, сільське господарство, лісництво, риболовля — 20,7 %, мистецтво, розваги та відпочинок — 12,7 %, роздрібна торгівля — 10,7 %.